# 永田菊四郎
永田 菊四郎（ながた きくしろう、1895年（明治28年）11月29日 - 1969年（昭和44年）9月18日）は、長崎県平戸出身の民法学者。法学博士。弁護士。日本大学第5代総長、同名誉総長。

## 人物
日本における知的財産権、工業所有権法の権威であり、親族法や相続法の著名な研究でも知られている。民法学研究の為に28歳の時に単独渡独し、当時の日本人にとっては至難の業とされた海外での博士号を取得（博士論文は、ドイツ語論文『登記簿と工業所有権保護の役割』B5判、127ページ）した。総長就任後は、日本大学付属高等学校（日本大学明誠高等学校.長崎日本大学高等学校）の設立に尽力、日大紛争の収束に努めた。

## 経歴
- 1921年（大正10年）日本大学専門部法律科を卒業する。同年に弁護士試験に合格する。
- 1923年（大正12年）ドイツのベルリン大学に留学する。その後、工業所有権の研究を志して、ハンブルク大学に転学する。
- 1929年（昭和04年）同大学でドクトル・ユーリスの学位を取得する。
- 1930年（昭和05年）日本大学法文学部教授に就任する。
- 1944年（昭和19年）国内で法学博士号を取得する（論文タイトルは『工業所有権論』）[1]。この間、法文学部長、日大理事、日大学長を歴任する。
- 1958年（昭和33年）日本大学第5代総長に就任する。
- 1968年（昭和43年）日大紛争の収拾をした。しかし、キャンパス封鎖解除中に警察官が殉職した責任をとって日本大学総長を辞任する。
- 1969年（昭和44年）日本大学の名誉総長になる。73歳で死去する。墓所は多磨霊園[2]。

## 要職
- 日本学術会議会員に就任。
- 日本学士院会員選考委員に就任。
- 学術・教育に対する功労から文化功労者となる。
- 文化勲章受章者の選考委員を歴任する。

## 栄典
- 勲一等瑞宝章（1967年）[3]

## 著書
- 『民法総則要綱』巌翠堂書店、1938年
- 『内縁と私生子』巌翠堂書店、1940年
- 『新民法要義〈第1巻〉総論』帝国判例法規出版社、1948年
- 『新民法要義〈第3巻 上〉債権総論』帝国判例法規出版社、1956年
- 『新民法要義〈第1巻〉総則』帝国判例法規出版社、1957年
- 『新民法要義〈第4,5巻〉』帝国判例法規出版社、1957年
- 『民法の論点〈第1巻〉総則・物権法 (法学論点叢書) 』法学書院、1958年
- 『工業所有権法』有信堂、
- 『新工業所有権法』有信堂、1963年
- 『工業所有権論』冨山房、1950年、
  - 『工業所有権論』改訂版、冨山房、1959年
- 『民法の論点〈第3巻〉親族法・相続法』(法学論点叢書)法学書院、1958年
- 『新民法要義　第1 - 5巻』帝国判例法規出版社、1959年
- 『青春の効用 (1961年) 』法学書院
- 『ひとつの心　第3巻』出版社:日本大学、1967年

### 共著
- 『法学概論』法学書院、永田 菊四郎 (著),北島 照明 (著) 、1969年

## 関連書籍
- 『郷土の偉人永田菊四郎先生を偲んで - 生誕百周年記念』平戸市立永田記念図書館、1966年4月
- 『永田記念図書館の創設者永田菊四郎先生について学んでみよう』平戸市永田記念図書館、2011年3月
- 『永田菊四郎先生と自然薯』福田卓夫／著、2002年8月